# Jack O'Brien
Jack O'Brien (Saginaw, 18 giugno 1939) è un regista teatrale, produttore teatrale, librettista, paroliere e direttore artistico statunitense, noto soprattutto per le sue regie di musical, opere e drammi.

## Biografia
Artista dalla carriera altalenante, è stato regista di acclamati successi e clamorosi flop. Ha vinto tre Tony Award: nel 2003 il Tony Award alla miglior regia di un musical per Hairspray e due Tony Award alla miglior regia di un'opera teatrale nel 2004 per Enrico IV - Part I ed Enrico IV - Parte II e nel 2007 per The Coast of Utopia''. Di minor successo fu il libretto che scrisse per il musical Oldest Living Confederate Widow Tells All, che rimase in scena a Broadway per sole cinque repliche.
È stato direttore artistico dell'Old Globe Theatre di San Diego dal 1981 al 2007, per poi dedicarsi alla regie di melodrammi come il Trittico di Puccini alla Metropolitan Opera e Aida all'Houston Grand Opera.

## Teatrografia parziale
- You Can't Take It with You (1965)
- Il giardino dei ciliegi (1968)
- La commedia degli errori (1969)
- Didone ed Enea (1972)
- Porgy and Bess (1977)
- Damn Yankees (1994)
- The Invention of Love (2001)
- Aida (2001)
- Hairspray (2003)
- Enrico IV, parte I (2004)
- Enrico IV, parte II (2004)
- The Coast of Utopia (2006)
- Love Never Dies (2010)
- Catch Me If You Can (2011)
- Macbeth (2013)
- It's Only a Play (2014)
- Carousel (2018)
- The Hard Problem (2018)
- Erano tutti miei figli (2019)